# Dolores Fuller
 (septembre 2016).
Si vous disposez d'ouvrages ou d'articles de référence ou si vous connaissez des sites web de qualité traitant du thème abordé ici, merci de compléter l'article en donnant les références utiles à sa vérifiabilité et en les liant à la section « Notes et références ».
Pour les articles homonymes, voir Fuller.
Dolores Fuller, née le 10 mars 1923 à South Bend (Indiana) et morte le 9 mai 2011 à Las Vegas (Nevada), est une actrice et parolière américaine.
Elle est surtout connue pour avoir joué dans plusieurs films du réalisateur Ed Wood (qui fut son compagnon pendant un temps) ainsi que pour avoir écrit quelques chansons des films d'Elvis Presley.

## Biographie
Dolores Fuller obtient son tout premier rôle à l'âge de dix ans en faisant de la figuration dans le film New York-Miami (1934). Au début des années 1950, elle décide de poursuivre une carrière de comédienne. Ses rôles les plus connus sont certainement ceux qu'elle tient dans quelques films d'Ed Wood, comme Glen or Glenda? (1953), Jail Bait (1954) et La Fiancée du monstre (1955).
Après sa séparation d'avec le réalisateur, à partir des années 1960, elle écrit certaines chansons de films où figure Elvis Presley : Sous le ciel bleu de Hawaï, Un direct au cœur, Le Tombeur de ces dames, etc.
Elle est incarnée par Sarah Jessica Parker dans Ed Wood, le film biographique de Tim Burton consacré au réalisateur.

## Filmographie

### Cinéma
- 1934 : New York-Miami (non créditée)
- 1952 : Femmes hors la loi : la fille de l'oncle Barney (non créditée)
- 1953 : Glen or Glenda? : Barbara
- 1953 : Filles dans la nuit : la fille du club (non créditée)
- 1953 : La Femme au gardénia : la La fille au bar (non créditée)
- 1953 : La Dernière Minute (Count the Hours) de Don Siegel : la reporter (non créditée)
- 1953 : Mesa of Lost Women : la blonde
- 1953 : The Body Beautiful : June
- 1953 : The Moonlighter : Miss Buckwalter
- 1954 : Fille de plaisir' : une fille' (non créditée)
- 1954 : Jail Bait : Marilyn Gregor
- 1954 : Le Raid (non créditée)
- 1954 : This Is My Love (non créditée)
- 1955 : La Fiancée du monstre : Margie
- 1957 : The Opposite Sex (non créditée)
- 1997 : The Ironbound Vampire : Theresa Powell
- 1998 : Dimensions in Fear : la gérante de la station
- 2000 : The Corpse Grinders 2 : Patricia Grant

### Télévision
- 1955 : The Great Gildersleeve (série télévisée), épisode Water Commissioner's Water Color : Miss Carroll
- 1955 : It's a Great Life  (série télévisée), épisode The Missing Husband : la fille
- 1956 : Superman (série télévisée), épisode The Wedding of Superman : Lorraine